# Porkala
För andra betydelser, se Porkkala.

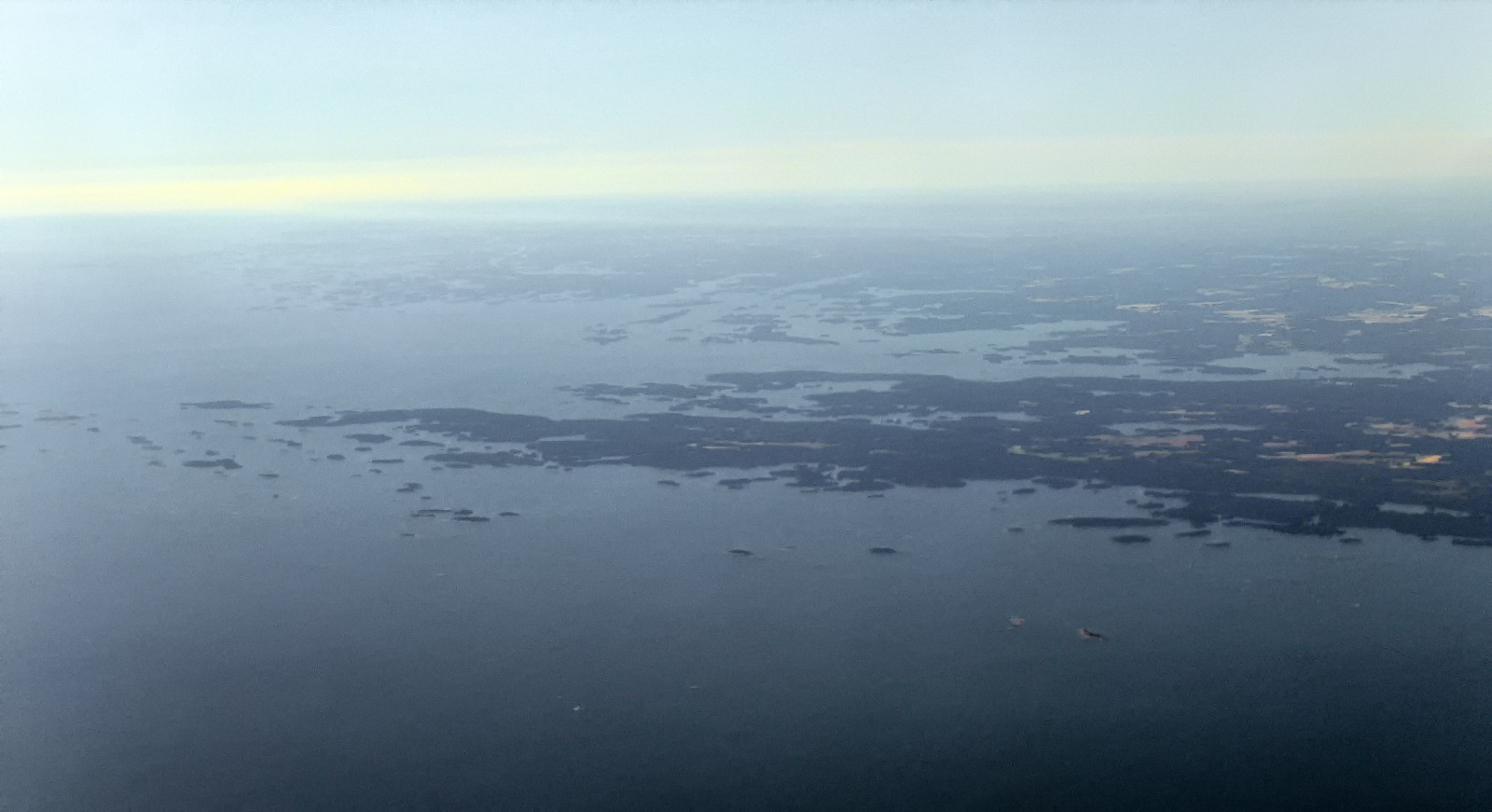
Porkala udd på flygfoto

Porkala eller Porkala udd (finska: Porkkalanniemi) är en halvö i södra Finland. Den ligger i Kyrkslätts kommun i landskapet Nyland, 40 km sydväst om huvudstaden Helsingfors. 
Porkala ingick i Porkalaområdet, som enligt vapenstilleståndsfördraget 1944 efter finska fortsättningskriget, arrenderades till Sovjetunionen fram till 1956. Ursprungligen var tanken att det skulle arrenderas på 50 år, till 1994. Området var strategiskt för Sovjetunionen eftersom de vid Finska vikens smalaste ställe kunde kontrollera, övervaka och begränsa trafiken till Leningrad. Det kortaste avståndet från fastlandet vid Porkala till estniska fastlandets nordkust (Rohuneeme) är 49 km. Avståndet över öppet hav (Makilo - Nargö) är endast 36 km. Porkala har därför tidigare varit viktigt för kontakter över Finska viken. 
"Purkal" nämns som hamn mellan Korpholm och Nargö i det Danska itinerariet, från mitten av 1200-talet. Ruttens moderna benämning är Kung Valdemars segelled. Fram till 1944 betecknade namnet Porkala bara själva udden, men när Porkala med omgivning arrenderades till Sovjetunionen, kom namnet att användas för hela detta område. Efter att området återlämnats har språkbruket så småningom återgått till det tidigare.
Området är också viktigt för många flyttfåglar. Utanför Porkala finns Porkala fyr och Rönnskär. Rönnskärs fyr byggdes år 1800. Det är Finlands näst äldsta fyr.